# James Spensley
Dr. James Richardson Spensley (Stoke Newington, 17 de mayo de 1867 - Maguncia, 10 de noviembre de 1915) fue un médico, futbolista, entrenador y árbitro Británico. Él es considerado uno de los "Padres del fútbol italiano", debido a que pasó toda su carrera deportiva como jugador y entrenador del Genoa C.F.C.. También arbitraba en los encuentros de fútbol que se disputaban en Italia.

## Biografía

### Inicios
Nació el 17 de mayo de 1867 en el Stoke Newington distrito de Londres, hijo de William Spensley y Elizabeth Alice Richardson. Tenía dos hermanas, Alicia y Dorothy. A pesar de que nació y creció en Londres, la familia Spensley eran originalmente de Swaledale área de Yorkshire. 
Spensley, un hombre de gran cultura, era un gran amante y practicante de varios deportes, como el boxeo y el fútbol. James como el médico de los barcos ingleses tuvo la oportunidad de viajar al extranjero y aprender idiomas, costumbres y tradiciones de diferentes lugares del mundo. Apasionado por las religiones orientales sabía (además de los idiomas europeos) el sánscrito y el griego. Además de trabajar como médico, pasó algún tiempo como corresponsal para el periódico británico Daily Mail.

### Viaje a Italia
Spensley llegó como médico en un barco británico al Puerto de Génova en 1896, principalmente con el propósito de curar marineros ingleses en los barcos de carbón. cuando se encuentra en Génova había una gran colonia británica, debido a la creciente importancia del puerto después de la apertura del Canal de Suez. Gran aficionado al fútbol, en Londres había experimentado como entrenador en un pequeño equipo de su ciudad. En Génova los británicos, sin embargo, a pesar de vivir lejos de su tierra natal, se continuó practicando el deporte tanto como el Críquet, y a menudo se reunían para ejercerlos.
El deporte de los ingleses fue visto de una manera extraña por los italianos, para quienes el deporte de equipo no era exactamente un pasatiempo habitual, pero muchos de ellos no se desdeñó de aprender y practicar estos deportes.

### Spensley y Genoa
Ese mismo año de su llegada se unió al Genoa Cricket and Athletic Club, un club formado por inmigrantes ingleses. James, inauguró el fútbol en el club el 10 de abril de 1897 como nueva disciplina, y fue elegido como entrenador y jugador del equipo.
Spensley fue también uno de los promotores para organizar el primer desafío de fútbol entre representantes de diversas ciudades italianas. Este desafío se celebró el 6 de enero de 1898 entre Génova y un equipo mixto de jugadores de Internazionale Torino y Torinese , que ganó el juego. Esto fue el inicio de partida para crear una asociación para el fútbol italiano. Así nace la Federación Italiana de Fútbol, fundada el 16 de marzo de 1898 en Turín. Por este motivo James Spensley es considerado uno de los Padres fundadores del fútbol italiano.

### Spensley y el primer campeonato italiano
El día 8 de mayo de 1898 se juega el primer Campeonato Italiano de fútbol. Los equipos participantes fueron 3 clubes de la ciudad de Turín y el Genoa, donde Spensley tuvo que actuar no solo de entrenador, sino también como defensor y a veces de portero del equipo. En aquel campeonato el Genoa salió campeón, James marcó uno de los goles en la final para que el club le ganara 2-1 al Internazionale Torino, y así ser el primer campeón del fútbol italiano.
Esto generó que el club cambie su enfoque deportivo, por lo que James en 1899 propuso cambiar el nombre a Genoa Cricket & Football Club. Cuestión que se llevó a cabo.

### Spensley y la Era dorada del Genoa
En los años siguientes James siguió con su labor de entrenador y jugador del equipo. Fue pieza fundamental para que el Genoa se convirtiera en aquella época en el club más laureado de Italia. Entre el 1899 y 1904 ganó los campeonatos italianos de 1899, 1900, 1902, 1903 y 1904. Cabe destacar que fue entrenador del equipo hasta el 1903, y jugador hasta el 1906. Por lo cual el título del 1904 lo ganó como jugador, pero no como entrenador.
En 1904, Spensley dejó el cargo de entrenador del primer equipo al Suizo Karl Senft, para poder dirigir durante ese año al equipo juvenil del Genoa, que participó del primer campeonato de Seconda Categoria. Este formato fue un torneo para las secciones juveniles de los clubes. James logró conseguir el título de 1904. Paralelamente jugaba para el primer equipo del club que logró el campeonato italiano de 1904.
En 1905 siguió como jugador del equipo, para luego a los 40 años en 1906 decir adiós a su carrera como jugador de fútbol. En 1907 y durante un año asumió por segunda y última vez como entrenador del Genoa. Luego de un campeonato sin gloria, Spensley se retiró del fútbol definitivamente.

## Selección Italiana
A pesar de ser Inglés, el 30 de abril de 1899 Spensley, jugó un partido para la Selección de Italia. El partido se disputó en la ciudad de Turín en el estadio Velódromo Umberto I, contra la Selección de Suiza. El partido terminó 2-0 a favor de los suizos.

## Clubes

### Como jugador
| Club         | País   | Año         |
| ------------ | ------ | ----------- |
| Genoa C.F.C. | Italia | 1896 - 1906 |

### Como entrenador
| Club         | País   | Año         |
| ------------ | ------ | ----------- |
| Genoa C.F.C. | Italia | 1896 - 1903 |
| Genoa II     | Italia | 1904        |
| Genoa C.F.C. | Italia | 1907        |

## Estadísticas
| Club | Div.                | Temporada           | Liga | Liga | Liga  | Copas Nacionales(1) | Copas Nacionales(1) | Copas Nacionales(1) | Copas Internacionales(2) | Copas Internacionales(2) | Copas Internacionales(2) | Total | Total | Total |
| Club | Div.                | Temporada           | PJ   | G(3) | GR(4) | PJ                  | G                   | GR                  | PJ                       | G                        | GR                       | PJ    | G     | GR    |
| --- | ------------------- | ------------------- | ---- | ---- | ----- | ------------------- | ------------------- | ------------------- | ------------------------ | ------------------------ | ------------------------ | ----- | ----- | ----- |
| Genoa CFC · Italia                                                                                                   | 1.ª                 | 1898                | 2    | 1    | 0     | -                   | -                   | -                   | -                        | -                        | -                        | 2     | 1     | 0     |
| Genoa CFC · Italia                                                                                                   | 1.ª                 | 1899                | 1    | 1    | 0     | -                   | -                   | -                   | -                        | -                        | -                        | 1     | 1     | 0     |
| Genoa CFC · Italia                                                                                                   | 1.ª                 | 1900                | 1    | 0    | -1    | -                   | -                   | -                   | -                        | -                        | -                        | 1     | 0     | -1    |
| Genoa CFC · Italia                                                                                                   | 1.ª                 | 1901                | 1    | 0    | -3    | -                   | -                   | -                   | -                        | -                        | -                        | 1     | 0     | -3    |
| Genoa CFC · Italia                                                                                                   | 1.ª                 | 1902                | 4    | 0    | -4    | -                   | -                   | -                   | -                        | -                        | -                        | 4     | 0     | -4    |
| Genoa CFC · Italia                                                                                                   | 1.ª                 | 1903                | 1    | 0    | 0     | -                   | -                   | -                   | -                        | -                        | -                        | 1     | 0     | 0     |
| Genoa CFC · Italia                                                                                                   | 1.ª                 | 1904                | 1    | 0    | 0     | -                   | -                   | -                   | -                        | -                        | -                        | 1     | 0     | 0     |
| Genoa CFC · Italia                                                                                                   | 1.ª                 | 1905                | 3    | 0    | -2    | -                   | -                   | -                   | -                        | -                        | -                        | 3     | 0     | -2    |
| Genoa CFC · Italia                                                                                                   | 1.ª                 | 1906                | 4    | 0    | -4    | -                   | -                   | -                   | -                        | -                        | -                        | 4     | 0     | -4    |
| Genoa CFC · Italia                                                                                                   | Total               | Total               | 18   | 2    | -14   | -                   | -                   | -                   | -                        | -                        | -                        | 18    | 2     | -14   |
| Total en su carrera                                                                                                  | Total en su carrera | Total en su carrera | 18   | 2    | -14   | -                   | -                   | -                   | -                        | -                        | -                        | 18    | 2     | -14   |
| (1) No existían Copas nacionales. (2) No existían Copas internacionales. (3) Goles Convertidos. (4) Goles Recibidos. |                     |                     |      |      |       |                     |                     |                     |                          |                          |                          |       |       |       |

## Palmarés

### Como jugador
| Título              | Equipo       | País   | Año  |
| ------------------- | ------------ | ------ | ---- |
| Campeonato Italiano | Genoa C.F.C. | Italia | 1898 |
| Campeonato Italiano | Genoa C.F.C. | Italia | 1899 |
| Campeonato Italiano | Genoa C.F.C. | Italia | 1900 |
| Campeonato Italiano | Genoa C.F.C. | Italia | 1902 |
| Campeonato Italiano | Genoa C.F.C. | Italia | 1903 |
| Campeonato Italiano | Genoa C.F.C. | Italia | 1904 |

### Como entrenador
| Título              | Equipo       | País   | Año  |
| ------------------- | ------------ | ------ | ---- |
| Campeonato Italiano | Genoa C.F.C. | Italia | 1898 |
| Campeonato Italiano | Genoa C.F.C. | Italia | 1899 |
| Campeonato Italiano | Genoa C.F.C. | Italia | 1900 |
| Campeonato Italiano | Genoa C.F.C. | Italia | 1902 |
| Campeonato Italiano | Genoa C.F.C. | Italia | 1903 |
| Seconda Categoria   | Genoa II     | Italia | 1904 |

## Después del Fútbol
Mientras vivía en Inglaterra, Spensley había conocido a Robert Baden-Powell, fundador del Movimiento Scout, de quien obtuvo una copia autografiada del libro Escultismo para muchachos. Junto con un hombre génoves llamado Mario Mazza, fundaron el primer movimiento de exploración italiano llamado Federazione Italiana dello Scautismo en 1910.

## Muerte
Al igual que otro personaje ligado a la historia del Genoa, Luigi Ferraris, James murió en la Primera Guerra Mundial.
Durante la Primera Guerra Mundial , trabajó en el campo de la medicina, además de poner sus habilidades de exploración, como teniente en el Cuerpo Médico del Ejército Real. Fue herido en el campo de batalla, mientras atendía las heridas de un enemigo por compasión. Tomado prisionero, fue llevado a la fortaleza de Maguncia, Alemania, donde murió el 10 de noviembre de 1915, en el hospital debido a sus heridas.
La fortaleza de Maguncia fue destruida durante los bombardeos de la Segunda Guerra Mundial y durante muchos años se pensaba que los restos del médico británico se habían perdido, porque el periódico Il Secolo XIX había informado que Spensley había caído en combate en las trincheras de Gallipoli, en Turquía. Esto hizo desviar la investigación por más de noventa años.
Sin embargo, después de varios años de investigación, su tumba fue descubierta en agosto de 1993, cien años después de la fundación de Genoa Cricket & Football Club, en el cementerio militar británico de Niederzwehren, cerca de Kassel, en Alemania. Franco Savelli  (explorador de la CNGEI) y Mario Riggio (ojeador de AGESCI) fueron los encargados de la investigación y del descubrimiento de los restos de James Spensley.